# 13 Voices
13 Voices (рус. 13 голосов) — шестой студийный альбом канадской панк-рок группы Sum 41. Выход альбома состоялся 7 октября 2016 года. Это первый со времён Chuck (2004) альбом, записанный при участии гитариста Дэйва Бэкша, а также первый альбом с Фрэнком Зуммо, заменившим в 2015 году Стива Джоза. Кроме этого, это первый альбом Sum 41, записанный составом из 5 человек с Томом Такером и Дэйвом Бэкшем на соло-гитарах. В мае 2016 группа объявила о запуске краудфандингового проекта совместно со студией Hopeless Records.

## Создание альбома
В ноябре 2012 года участники группы объявили о том, что делают перерыв в концертной деятельности для того, чтобы сосредоточиться на работе над новыми записями. 18 апреля 2013 года барабанщик Стив Джоз сообщил на своей странице в Facebook, что покидает группу. В своём интервью 7 февраля 2014 года Дерик сообщил, что новые песни появятся «скоро». Шестой студийный альбом группы должен был стать первым альбомом, в записи которого участвовали бы только два человека из «оригинального» состава группы — Дерик и Коун.
В мае 2014 года на своём официальном сайте Дерик рассказал о тех проблемах со здоровьем, которые ему пришлось преодолеть из-за многолетнего злоупотребления алкоголем. Он также объявил о начале собственной реабилитации и о том, что у него есть несколько идей для новых песен и что группа скоро начнёт записывать новый альбом. В июне 2014 года Дерик сообщил на своей странице в Facebook, что началась запись альбома в его домашней студии. 19 марта 2015 года на странице группы в Facebook появилось короткое видео, в котором прозвучала ранее неизвестная песня, что свидетельствовало о том, что новый материал действительно находится в процессе записи.
9 июля 2015 года группа Sum 41 объявила о запуске краудфандинговой кампании на сайте PledgeMusic по сбору средств для записи нового альбома после долгого перерыва. 23 июля 2015 года во время выступления на Alternate Press Music Awards, ознаменовавшего возвращение группы на сцену, было анонсировано возвращение гитариста Дэйва Бэкша. После в интервью Дерик и Дэйв подтвердили, что Бэкш возвращается в состав и будет участвовать в записи грядущего альбома. 26 декабря 2015 года в инстаграме группы появились две записи, анонсирующие новые песни, а 1 января 2016 года Дерик сообщил, что подробности об альбоме скоро будут на страницах группы в соцсетях .
19 апреля 2016 года Уибли сообщил в соцсетях, что работа над альбомом завершена. В мае 2016 было анонсировано подписание контракта на выпуск альбома с лейблом Hopeless Records. 1 июня 2016 появилась информация о выходе альбома осенью 2016 года.

## Релиз
6 июня 2016 года стало известно, что шестой студийный альбом группы Sum 41 получил название «13 Voices». Была объявлена официальная дата релиза — 7 октября 2016 года. Также альбом стал доступен для предзаказа в сервисах цифровой музыкальной дистрибуции.

### Синглы
28 июня 2016 года в сети появился первый за 4 года сингл под названием «Fake My Own Death». Песня доступна для покупки и скачивания в сервисах iTunes, Amazon.com и прочих, связанных с музыкальной дистрибуцией. Одновременно с релизом песни вышел клип.
25 августа 2016 года в сервисах цифровой музыкальной дистрибуции появился первый официальный сингл из нового альбома под названием «War». А на Youtube-канале Hopeless Records вышел одноимённый клип. По словам Дерика, эта песня очень личная и много значит для него самого. В тот момент, когда он вышел из комы и у него было два пути: либо вернуться к старой жизни с алкоголем, который непременно его бы убил, либо начать восстановление. Тогда он взял в руки вместо бутылки карандаш и бумагу и начал писать то, что было в его голове. Эта песня была для него самого напоминанием того, что нужно бороться.
29 сентября 2016 года, менее, чем за 2 недели до выхода альбома, группа выпустила ещё одну новую песню «God Save Us All (Death to Pop)». Чуть позже на Youtube-канале Hopeless Records вышел клип, видеоряд которого представляет собой нарезку выступлений группы, кадров из тура и моментов из гримёрок в 2015-2016 годах.

### Тур в поддержку альбома
В начале августа 2016 года Sum 41 анонсировали концертный тур в поддержку альбома под названием «DON`T CALL IT A SUM-BACK TOUR», который пройдёт в городах США и Канады с 5 октября по 6 ноября 2016 года. Североамериканская осенняя часть тура состоится при поддержке групп Senses Fail и As It Is.
10 октября 2016 было анонсировано продолжение тура в начале 2017 года, группа отправилась в Европу, в том числе один из концертов состоялся в Москве 19 марта 2017 года.

## Треклист[33]
| №                   | Название                         | Длительность |
| ------------------- | -------------------------------- | ------------ |
| 1.                  | «A Murder of Crows»              | 3:04         |
| 2.                  | «Goddamn I'm Dead Again»         | 3:22         |
| 3.                  | «Fake My Own Death»              | 3:14         |
| 4.                  | «Breaking the Chain»             | 4:03         |
| 5.                  | «There Will Be Blood»            | 3:29         |
| 6.                  | «13 Voices»                      | 4:32         |
| 7.                  | «War»                            | 3:29         |
| 8.                  | «God Save Us All (Death to POP)» | 3:53         |
| 9.                  | «The Fall and the Rise»          | 3:09         |
| 10.                 | «Twisted by Design»              | 5:28         |
| Общая длительность: | Общая длительность:              | 37:43        |

| №   | Название                        | Длительность |
| --- | ------------------------------- | ------------ |
| 11. | «Better Days»                   | 2:15         |
| 12. | «Black Eyes»                    | 3:14         |
| 13. | «War» (acoustic)                | 3:43         |
| 14. | «Breaking the Chain» (acoustic) | 3:48         |

| №   | Название                                                | Длительность |
| --- | ------------------------------------------------------- | ------------ |
| 11. | «War» (Featuring Taka of One Ok Rock)                   | 3:29         |
| 12. | «Better Days»                                           | 2:15         |
| 13. | «Black Eyes»                                            | 3:14         |
| 14. | «War» (acoustic)                                        | 3:43         |
| 15. | «Breaking the Chain» (acoustic)                         | 3:48         |
| 16. | «Radio Radio» (cover of Elvis Costello's original song) | 2:40         |

## Участники записи
Sum 41
- Дерик Уибли — ритм-гитара, клавишные, вокал
- Дэйв Бэкш — соло-гитара, бэк-вокал
- Том Такер — соло-гитара, бэк-вокал
- Джейсон МакКэслин — бас-гитара, бэк-вокал
- Фрэнк Зуммо — ударные, бэк-вокал

Производство
- Дерик Уибли — продюсер
- Том Лорд-Алдж — сведение
- Тед Йенсен[англ.] — мастеринг

## Чарты
| Чарт(2016)                             | Позиция |
| -------------------------------------- | ------- |
| Австралия (ARIA)                       | 13      |
| Австрия (Ö3 Austria)                   | 13      |
| Бельгия/Фландрия (Ultratop)            | 38      |
| Бельгия/Валлония (Ultratop)            | 37      |
| Канада (Canadian Albums Chart)         | 6       |
| Нидерланды (Album Top 100)             | 69      |
| Франция (SNEP)                         | 51      |
| Германия (Offizielle Top 100)          | 9       |
| Венгрия (MAHASZ)                       | 32      |
| Italian Albums (FIMI)                  | 18      |
| New Zealand Heatseekers Albums (RMNZ)  | 7       |
| Шотландия (Scottish Albums Chart)      | 17      |
| Spanish Albums (PROMUSICAE)            | 49      |
| Швейцария (Schweizer Hitparade)        | 14      |
| Великобритания (UK Albums Chart)       | 16      |
| США (Billboard 200)                    | 22      |
| США (Billboard Top Alternative Albums) | 6       |